# Henry Hall (guardiano del faro)
Henry Hall (East Stonehouse, 1661 – East Stonehouse, 14 dicembre 1755) fu per la prima metà del XVIII secolo il guardiano del faro di Eddystone, al largo delle coste del Devon, in Inghilterra.
Quando nel faro scoppiò un violento incendio nella notte tra il 1º e il 2 dicembre 1755 Hall, nonostante fosse ormai novantaquattrenne, tentò di domarlo da solo prima dell'arrivo dei soccorsi. Non riuscì nell'intento, ingoiando sfortunatamente un getto di piombo fuso che danneggiò gravemente i suoi organi interni. Nonostante all'inizio fosse sopravvissuto e avesse raccontato l'accaduto al suo medico curante, egli non gli credette e Hall morì dopo quasi due settimane di atroci sofferenze.
Durante l'autopsia venne estratto dal corpo di Hall un blocco di piombo di circa 230 grammi, conservato al National Museum of Scotland. L'esperienza di Hall fu ripresa in campo medico per studiare le ustioni degli organi interni. Per il Guinness dei primati, Henry Hall è il guardiano di fari più anziano di cui si abbia notizia.

## Biografia
Nato nel 1661 nel villaggio di East Stonehouse, presso Plymouth, Henry Hall e i suoi discendenti divennero una delle principali famiglie inglesi di guardiani di fari (all'epoca infatti la professione era molto spesso ereditaria). Sulle sue orme, la famiglia Hall continuò il mestiere fino all'inizio del XX secolo, imparentandosi anche con altre importanti famiglie di guardiani di fari come i Darling e i Knott. In particolare, Henry Hall divenne guardiano del nuovo faro di Eddystone nel 1709, dopo che nel 1703 la vecchia struttura era stata spazzata via da una tempesta assieme a tutti i suoi occupanti. Il faro, costruito in una zona di mare estremamente pericolosa 9 miglia (circa 14 km) al largo dell'importante porto di Plymouth, era considerato indispensabile per la navigazione nella Manica, e dopo la distruzione del primo faro ne venne subito ricostruito e messo in funzione un secondo nello stesso punto, su un grosso scoglio al largo del Devon. Hall mantenne il proprio incarico, con due assistenti per la manutenzione della struttura, fino al 1755, quando scoppiò un incendio all'interno del faro.

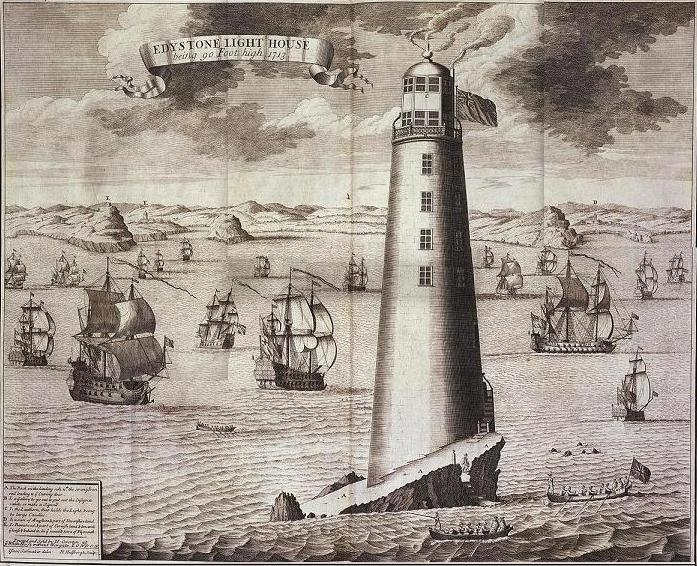
Disegno del secondo faro di Eddystone, in funzione dal 1709 al 1755

Fino alla scoperta dell'elettricità, i fari venivano messi in funzione tramite falò o candele di sego, rendendo quindi assai alto il rischio di incendi. Fu proprio ciò che successe durante la notte tra il 1º e il 2 dicembre 1755: una delle candele del faro di Eddystone produsse una fiamma troppo alta e ne incendiò il soffitto di legno, che in breve tempo fu completamente avvolto dal fuoco. Un'altra teoria invece sostiene che l'incendio nacque a causa della canna fumaria difettosa che partiva dalla stufa della cucina dei guardiani, posta proprio nella stanza sotto alla lanterna e al tetto del faro; dalla canna usurata sarebbe fuoriuscita una scintilla fatale provocata dalla stufa ancora accesa, che avrebbe quindi dato fuoco al faro. Hall, quella notte l'unico uomo di guardia poiché gli altri due che erano con lui dormivano, si accorse del disastro verso le 2 del mattino; nonostante fosse ormai ultranovantenne era ancora in ottime condizioni fisiche, e tentò di spegnere l'incendio solamente con l'ausilio di un secchio.
Si trovava tuttavia in una posizione di estremo svantaggio, poiché le fiamme erano direttamente sopra di lui, e aveva molta difficoltà a lanciare l'acqua sufficientemente in alto per spegnerle (il soffitto si trovava all'incirca 4 iarde o 3,66 metri sopra di lui, quindi assai difficile da raggiungere). All'improvviso dal soffitto colò una parte del piombo della rivestitura interna, portato al punto di fusione (quindi a più di 327 °C) dall'altissima temperatura raggiunta e reso ancora più infiammabile dallo spesso strato di fuliggine e grasso che ormai lo ricopriva dopo mezzo secolo di scarsa manutenzione. Il getto investì in pieno Hall, che in quel momento si trovava con la faccia rivolta all'insù e a bocca aperta a causa delle difficoltà respiratorie provocate dal fumo; buona parte del piombo, dopo avergli ustionato la testa e le spalle, gli penetrò nella bocca e all'interno della gola, scendendogli fin dentro l'addome. Il guardiano si rese conto di ciò che gli era successo, e si mise a gridare: «Mio Dio, vado a fuoco dentro!». Nonostante le gravissime ustioni subite, Hall e i suoi due assistenti, nel frattempo svegliatisi e sopraggiunti, continuarono a combattere l'incendio finché alle 10 del mattino, otto ore dopo lo scoppio del rogo, una scialuppa dalla costa li trasse in salvo dal faro ormai perduto. Nonostante le gravi lesioni subite, Hall, a testimonianza della sua fibra robusta, trovò la forza per remare a sua volta nonostante le acque agitate della Manica. L'incendio prosegì per cinque giorni, prima di esaurirsi con la completa distruzione dell'edificio del faro.

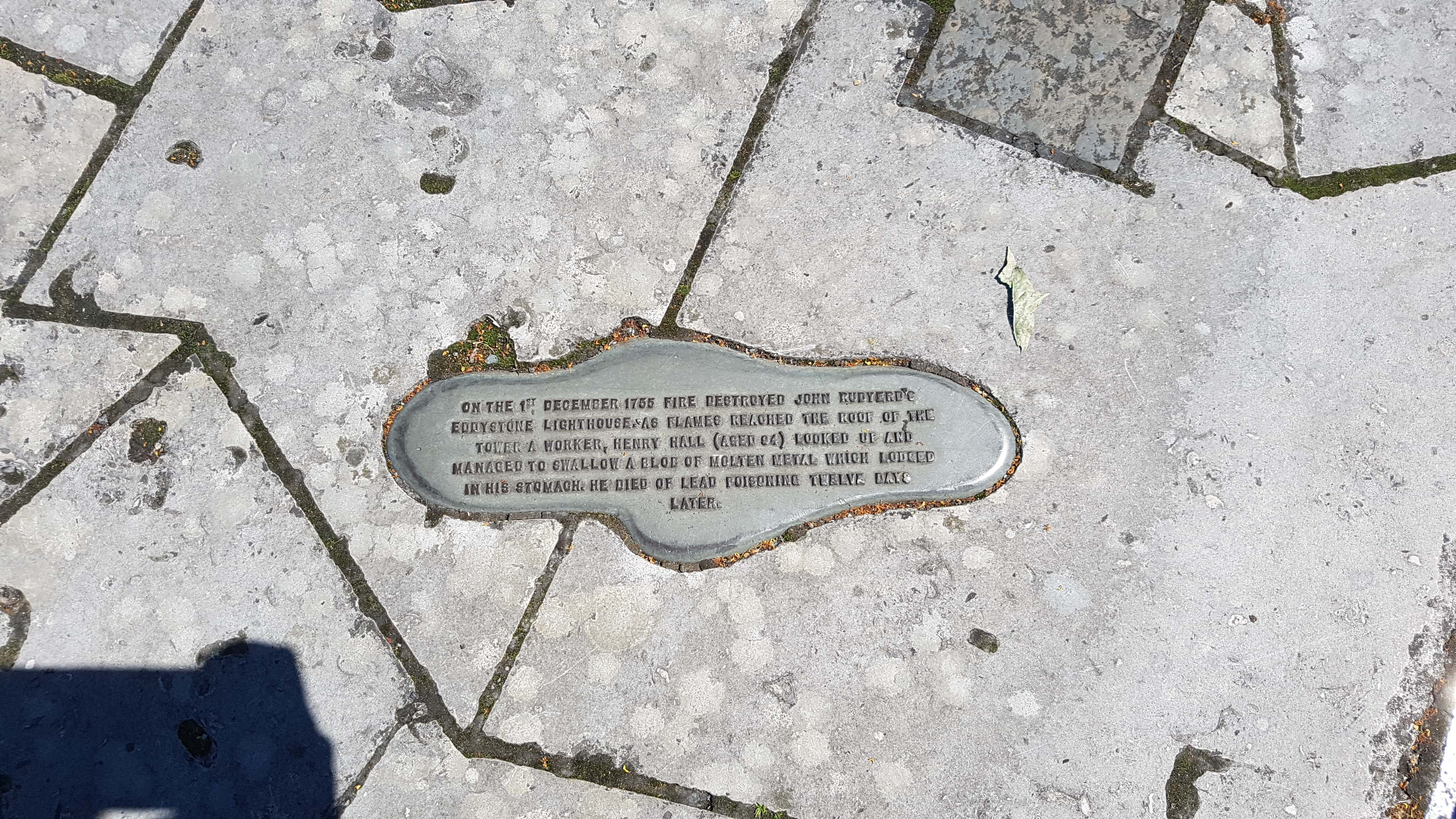
Placca dedicata ad Henry Hall nel centro di Plymouth, la cui forma ricorda quella del blocco di piombo estratto dal suo corpo

Portato il 4 dicembre al natio villaggio di East Stonehouse (oggi sobborgo di Plymouth) e soccorso dal locale medico, il dottor Edward Spry, Henry Hall descrisse i sintomi provocatigli dall'ingerimento del piombo. Tuttavia, inizialmente non fu creduto, poiché la sopravvivenza in un caso del genere era ritenuta impossibile. Lo scetticismo del dottor Spry era dovuto anche all'apparente mancanza di sintomi gravi in Hall, le cui lesioni (per la maggior parte contusioni e ustioni) erano interamente attribuibili alle fiamme dell'incendio, salvo che un forte irrochimento della voce che non fu ritenuto collegato all'incidente occorso ad Hall. Il medico registrò che il fianco sinistro del paziente fosse «un po' arrossato e gonfio» e, dopo averlo trattato con unguenti, gli prescrisse un trattamento a base di erbe. La cura parve avere inizialmente un effetto benefico, con Hall che manifestò un apparente recupero, riuscendo nuovamente ad ingoiare cibi solidi, azione fino ad allora assai dolorosa per lui. Tuttavia, dieci giorni dopo l'incidente, le sue condizioni peggiorarono e, in seguito a violenti attacchi di spasmi e sudori freddi, Henry Hall morì il 14 dicembre successivo, dodici giorni dopo aver ingerito il piombo fuso.
Poco dopo Spry procedette all'autopsia: gli organi interni erano tutti gravemente ustionati, soprattutto l'esofago e lo stomaco («trovai la bocca diaframmatica superiore dello stomaco fortemente infiammata e ulcerata, e la tonaca nella parte inferiore dello stomaco bruciata»). Inoltre il dottore estrasse dal corpo di Hall un grosso blocco di piombo ormai solidificato e dalla forma oblunga, pesante all'incirca 230 grammi (7 once, 5 dramme e 18 grani). Il medico trasmise la relazione dell'incredibile evento alla Royal Society il 19 dicembre successivo, ma a sua volta non fu creduto e anzi, fu persino ridicolizzato perché, esattamente come aveva creduto egli all'inizio, la sopravvivenza in un caso del genere non era ritenuta possibile. Per tentare di dimostrare la veridicità dell'accaduto, il dottor Spry si appellò allo stesso presidente della Royal Society George Parker, II conte di Macclesfield, tentando anche di ricreare le circostanze della morte di Hall facendo cruenti esperimenti su cani e polli. Per conferire più autorità alle sue esperienze, Spry ottenne anche una lettera di raccomandazione da John Huxham, rinomato medico dell'epoca e risultato poco prima vincitore della prestigiosa medaglia Copley, il quale avallò le esperienze di Spry. Gli esperimenti di Spry ispirarono nel secolo successivo il medico francese Pierre Bretonneau, che ne praticò di simili con l'acqua bollente onde verificare l'ustionabilità degli organi interni.
In memoria di Hall è presente una placca dalla forma peculiare nel centro di Plymouth, mentre il pezzo di piombo responsabile della sua morte è conservato al National Museum of Scotland. Henry Hall viene riconosciuto dal Guinness dei primati come il più anziano guardiano di fari documentato.

### Annotazioni
1. 1 2  La data esatta è incerta, poiché le fonti indicano che morì "dodici giorni dopo l'incendio" senza però essere più specifiche. Cfr. Budd 1853 e González Macía 2023.
2. ↑  Una foto del pezzo di piombo è visibile sul sito del National Museum of Scotland. Cfr. (EN) Lighthouse, Eddystone, su National Museums Scotland.

### Riferimenti
1. 1 2 3 4 5   Perché i guardiani dei fari impazziscono?, su La Stampa, 18 giugno 2008. URL consultato il 6 giugno 2023.
2. 1 2 3 4  (EN) Oldest lighthouse keeper, su Guinness World Records. URL consultato il 29 marzo 2025 (archiviato dall'url originale il 29 marzo 2025).
3. ↑  (EN) Ken Trethewey e Clifford Trethewey, Henry T, Ellen & Sarah (PDF), in Light on the Forelands, 2022, ISBN 978-19-993-2730-9.
4. 1 2 3 4 5 6 7 8 9 10 11 12 13 14 15 16 17  (EN) United States Lighthouse Society, Death of a Keeper of the Eddystone, su uslhs.org. URL consultato il 21 febbraio 2023 (archiviato dall'url originale il 4 febbraio 2022).
5. 1 2 3 4 5 6  Spry e Huxham 1756, p. 477.
6. 1 2 3 4 5 6 7 8   Annamaria Mariotti, Il Faro di Eddystone, su globalgeografia.com.
7. 1 2 3 4 5 6 7 8 9 10 11 12 13 14 15 16  (EN) Kaushik Patowary, The Bizarre Death of a Keeper at The Eddystone Lighthouse, su amusingplanet.com, 19 giugno 2024.
8. 1 2 3 4 5 6 7 8  Budd 1853, p. 248.
9. 1 2 3 4 5 6 7 8 9 10 11 12  Gazur 2024, p. 34.
10. 1 2 3 4 5 6 7 8 9 10  González Macía 2023, p. 48.
11. 1 2  Spry e Huxham 1756, p. 479.
12. ↑  Budd 1853, pp. 248-249.
13. 1 2 3 4  Spry e Huxham 1756, p. 478.
14. ↑  Spry e Huxham 1756, pp. 477-478.
15. 1 2 3 4 5 6 7  Budd 1853, p. 249.
16. ↑  Spry e Huxham 1756, pp. 477-479.
17. 1 2  Spry e Huxham 1756, p. 480.
18. ↑  Spry e Huxham 1756, pp. 480-482.
19. ↑  Spry e Huxham 1756, pp. 483-484.